# 6-O-Methylguanosin
6-O-Methylguanosin ist ein seltenes Nukleosid. Es besteht aus β-D-Ribofuranose (Zucker) und dem 6-O-Methylguanin. Davon unterscheidet sich strukturell das Nelarabin, welches anstelle einer Ribose eine Arabinose enthält. Eine weitere diastereomere Verbindung ist das 6'-O-Methylguanosin, bei der die Ribofuranose durch eine Lyxofuranose ersetzt ist.
6-O-Methylguanosin wird zur Modulation von GTPasen und modulationsresistenten Enzymen genutzt.